# Алексеевка (Можайский район)
Алексе́евка — деревня в Можайском районе Московской области в составе Юрловского сельского поселения, население 2 человека на 2006 год, высота над уровнем моря 193 м.